# جرج پریالت
جرج پریالت (انگلیسی: George Periolat؛ ‏ ۵ فوریهٔ ۱۸۷۴ – ۲۰ فوریهٔ ۱۹۴۰) بازیگر اهل ایالات متحده آمریکا بود. وی بین سال‌های ۱۹۱۱ تا ۱۹۳۲ میلادی فعالیت می‌کرد.
از فیلم‌هایی که وی در آن نقش داشته‌است، می‌توان به رزیتا، خون و شن، دلبر و دغل، سامسون، روری در تالاب گرفتاری‌ها و ثروت اشاره کرد.